# My Way
My Way是一首歐美著名英文流行曲，旋律源自法國名曲一如往日（""），法文原版由克羅德·法蘭索瓦（Claude François）、雅克·赫霍（Jacques Revaux）及吉爾·提伯（Gilles Thibaut）在1967年共同創作，隨後由保羅·安卡（Paul Anka）改編成英文版，1969年首次收錄在法蘭·仙納杜拉（Frank Sinatra）同名大碟，自此風靡全球。這首歌不但成為仙納杜拉的代表作，在流行文化上亦常被用作為告別曲，表示一場表演的結束或一個人的離開。這亦是英國最受歡迎的喪禮輓曲。相比英文版哀傷的曲調，法文版的配樂則有憂傷、輕快、或搖滾版本。

## 內容
My Way以一句"And now, the end is near"（現在快要離別）作開始，講述一名快將離世的老人。他向身邊的朋友回望自己的一生，講述如何堅強、自信面對人生中的挑戰。匆匆歲月中，他為很少事後悔，為自己一生顧昐自豪，走出自己的人生路：
"And now, as tears subside, I find it all so amusing..."／現在淚水已乾，往事如煙
"To think, I did all that, and may I say, not in a shy way"／原來我曾做過這種事，但我不會害羞說
"Oh no, oh no not me, I did it my way" 不，不是我，我只是走我的路
這與法文版的歌詞截然不同。創作的原曲講述一位失去摯愛的戀人，一天醒來發現情人已逝去，他一如往日為她蓋被子、也一如往日等著她回來：
／一如往日，我回家
／你卻出了門
／一如往常，還未回來
／我獨個兒去睡
／在這又大又冷的床，一如往日
／我會藏起眼淚

## 流行文化
這首歌曲創作時，克羅德·法蘭索瓦剛剛與一位叫法蘭絲·蓋爾（France Gall）的女子分手，心情抑鬱，當他在友人前哼出這首歌的旋律後，他們一同編寫歌詞，表達克羅德失戀的心情，創作這首歌後的11年，他在浴缸中意外被電死，這也成為他的告別作。
雖然法蘭克辛納屈在歌曲發佈後迎來事業第三個高峰，也是他的代表作，他的女兒 Tina 透露：他因爲覺得歌詞內容過於自我中心和自我滿足，其實非常不喜歡這首歌。
這首歌最初改作英文版時，曾有不同歌詞推出，其中當時初出道的大衛·寶兒把歌詞寫成Even a Fool Learns to Love（傻子也學會愛），但保羅·安卡最後買了法文版的旋律，1969年改成My Way，並交由美國著名歌手法蘭·仙納杜拉演出這首歌，大衛·寶兒的版本從未曾演出。但是大衛·寶兒最後也推出了有著相似和絃的作品Life on Mars？以示諷刺。
在西方流行樂壇中，經常把這首歌與離別刻意扯上關係，如埃爾維斯·皮禮士利在1970年中期曾表演這首作品，不久後逝世，令樂迷引起遐思。此後，電影《盜亦有道》（GoodFellas）以此作為閉幕歌曲；而德國前總理施羅德在離任時亦特別要求以此曲告別。
根據英國《衛報》的資料，這首歌已成了英國最常播放的喪禮歌曲；美國車手艾倫·庫爾威基（Alan Kulwicki）1993年離世後，他的友人也選了My Way為輓曲。歌曲中的I did it my way，亦成為家傳戶曉的座右銘。
苏联戈尔巴乔夫政府于1989年出台，用于替代勃列日涅夫主义的“辛纳屈主义”之名称即是源自本歌曲的英文演唱者的姓氏“辛纳屈”（Sinatra），寓意此政策允许周边华沙条约组织成员国自己决定自己的内政。
美國知名樂團邦喬飛的It's My Life一曲中，歌詞直接寫道⌈Like Frankie said I did it my way⌉（如法蘭克·辛納屈唱的：我走我自己的路）。
女歌手甄妮於1975年發行的《黎明鐘聲》專輯中，將此曲改編為〈奪標〉。
在菲律賓，這首歌曲被視為禁忌，因為1998至2018年，已有超過12個人唱了這首歌後莫名遇害，詳見My Way殺人事件。